# Dichromia limbopuncatata
Dichromia limbopuncatata là một loài bướm đêm trong họ Erebidae.